# دنیل جیمز میلر
دنیل جیمز میلر (انگلیسی: Dan Miller؛ زادهٔ ۳۰ ژوئن ۱۹۸۱) ورزشکار هنرهای رزمی ترکیبی اهل ایالات متحده آمریکا است.